# Gmina Głuchołazy
Die Gmina Głuchołazy [ɡwuxɔˈwazɨ] ist eine Stadt- und Landgemeinde im Powiat Nyski der Woiwodschaft Opole in Polen. Ihr Sitz ist die gleichnamige Stadt (deutsch: (Bad) Ziegenhals; tschechisch Hlucholazy) mit etwa 13.750 Einwohnern.

## Lage
Die Gemeinde liegt in Oberschlesien etwa 60 Kilometer südwestlich von Opole (Oppeln). Sie grenzt im Norden an die Kreisstadt Nysa (Neisse) und im Westen und Süden an die Staatsgrenze von Tschechien.
Der Hauptort liegt am Fuß des Zuckmanteler Berglands (Góry Opawskie). Zu den Fließgewässern gehört die Biała Głuchołaska (Ziegenhalser Biele).

## Geschichte
Die Gemeinde kam 1950 zur Woiwodschaft Opole, die ihren Zuschnitt bis 1999 mehrfach geändert hat. Der Powiat Nyski wurde 1999 wieder eingerichtet. Durch einen Gebietsaustausch mit der Tschechoslowakei kam 1959 Skowronków (ehemals Skřivánkov bzw. Lerchenfeld) von Zlaté Hory an die Gemeinde, Krasów wurde im Gegenzug abgetreten. Der westliche Teil des bis nach Kolnovice hineinragenden Landzipfels wurde der Gemeinde Kolnovice zugeordnet, die dafür die östlichen Fluren des Ortsteils Vysutá an die Gemeinde Gierałcice abtrat.

## Politik

### Bürgermeister
An der Spitze der Stadtverwaltung steht der Bürgermeister. Dies war seit 2014 Edward Szupryczyński (KO), der 2024 nicht mehr antrat. Die turnusmäßige Wahl im Oktober 2018 führte zu folgendem Ergebnis:
- Roman Sambor (Koalicja Obywatelska) 32,2 % der Stimmen
- Paweł Szymkowicz (Wahlkomitee Paweł Szymkowicz) 24,4 % der Stimmen
- Szymon Biliński (Wahlkomitee „Ja! Für die Gemeinde Głuchołazy“) 22,9 % der Stimmen
- Przemysław Kanarski (Wahlkomitee Przemysław Kanarski) 20,6 % der Stimmen

In der damit notwendig gewordenen Stichwahl setzte sich Szymkowicz, der im ersten Wahlgang noch auf dem zweiten Platz gelegen hatte, mit 56,0 % der Stimmen gegen den KO-Kandidaten Sambor durch und wurde zum neuen Bürgermeister gewählt.
Die turnusmäßige Wahl im Oktober 2018 führte zu folgendem Ergebnis:
- Edward Szupryczyński (Koalicja Obywatelska) 48,0 % der Stimmen
- Grzegorz Ptak (Kukiz’15) 25,9 % der Stimmen
- Jerzy Wojnarowski (Prawo i Sprawiedliwość) 17,0 % der Stimmen
- Ewa Chabasińska (Sojusz Lewicy Demokratycznej / Lewica Razem) 9,1 % der Stimmen

In der damit notwendig gewordenen Stichwahl setzte sich Amtsinhaber Szupryczyński mit 57,4 % der Stimmen gegen den Kukiz-Kandidaten Ptak durch und wurde für eine weitere Amtszeit gewählt.

### Stadtrat
Der Stadtrat besteht aus 21 Mitgliedern und wird von der Bevölkerung gewählt. Die Stadtratswahl 2024 führte zu folgendem Ergebnis:
- Koalicja Obywatelska (KO) 34,6 % der Stimmen, 10 Sitze
- Prawo i Sprawiedliwość (PiS) 17,2 % der Stimmen, 4 Sitze
- Wahlkomitee „Ja! Für die Gemeinde Głuchołazy“ 15,3 % der Stimmen, 3 Sitze
- Wahlkomitee Przemysław Kanarski 14,0 % der Stimmen, 1 Sitz
- Wahlkomitee Paweł Szymkowicz 12,5 % der Stimmen, 3 Sitze
- Trzecia Droga (TD) 5,6 % der Stimmen, kein Sitz
- Übrige 0,8 % der Stimmen, kein Sitz

Die Stadtratswahl 2018 führte zu folgendem Ergebnis:
- Koalicja Obywatelska (KO) 28,7 % der Stimmen, 7 Sitze
- Prawo i Sprawiedliwość (PiS) 27,8 % der Stimmen, 7 Sitze
- Kukiz’15 16,8 % der Stimmen, 4 Sitze
- Wahlkomitee „Forum Selbstverwaltung 2002“ 10,4 % der Stimmen, 2 Sitze
- Polskie Stronnictwo Ludowe (PSL) 9,8 % der Stimmen, 1 Sitz
- Sojusz Lewicy Demokratycznej (SLD) / Lewica Razem (Razem) 6,5 % der Stimmen, kein Sitz

### Partnerstädte und -gemeinden
- Jeseník, Tschechien
- Mikulovice, Tschechien
- Verbandsgemeinde Nieder-Olm, Deutschland
- Zlaté Hory, Tschechien

## Gliederung
Die Stadt-und-Land-Gemeinde (gmina miejsko-wiejska) Głuchołazy umfasst ein Territorium von 168 km² und hat etwa 24.000 Einwohner. Zu ihr gehören folgende Orte:
- Głuchołazy (Bad Ziegenhals)
- Biskupów (Bischofswalde)
- Bodzanów (Langendorf)
- Burgrabice (Borkendorf)
- Charbielin (Ludwigsdorf)
- Gierałcice (Giersdorf)
- Jarnołtówek (Arnoldsdorf)
- Konradów (Dürr Kunzendorf)
- Markowice (Markersdorf)
- Nowy Las (Neuwalde)
- Nowy Świętów (Deutsch Wette)
- Podlesie (Schönwalde)
- Pokrzywna (Wildgrund)
- Stary Las (Altewalde)
- Sławniowice (Groß Kunzendorf)
- Sucha Kamienica (Dürr Kamitz, 1936–1945 Dürnstein)
- Polski Świętów (Alt Wette, bis 1925 Polnisch Wette)
- Wilamowice Nyskie (Winsdorf)

Weiler und Ortsteile sind:
Dłużnica (Waldhof), Gęstwina (Stöckicht), Kletnik (Klettnig), Kolonia Kaszubska (Kolonie Steine), Komorów (Kammerau), Łączki (Lentsch), Przesieki, Rudawa  (Rothfest) und Skowronków (Lerchenfeld)

## Verkehr
Durch den Norden der Gemeinde verläuft die Bahnstrecke Katowice–Legnica mit den Haltepunkten Nowy Las und Nowy Świętów, wo früher die Bahnstrecke Nowy Świętów–Sławniowice Nyskie abzweigte. Am Wochenende wird der Bahnhof Głuchołazy an der Bahnstrecke Nowy Świętów–Głuchołazy (sie führte früher bis zum Bahnhof Zdrój des Kurorts). Im Bahnhof Głuchołazy wechseln die Züge der tschechischen Bahnlinie KBS 292 Krnov–Jeseník die Richtung. Bis 2006 ließen diese keinen Zu- oder Ausstieg zu.

## Persönlichkeiten
- Laurentius Hoheisel OSB (1923–2008), Benediktiner und Abtpräses; geboren in Altewalde
- Bernhard Kühnel MSC (* 1927), Bischof und Prälat von Caraveli in Peru; geboren in Ludwigsdorf.